# Ахмед Кантарі
Ахмед Кантарі (араб. أحمد القنطاري, нар. 28 червня 1985, Блуа) — марокканський футболіст, захисник французького «Бреста», а також національної збірної Марокко.

## Клубна кар'єра
У дорослому футболі дебютував 2002 року виступами за другу команду клубу «Парі Сен-Жермен», до основної команди якого пробитися не зміг.
Протягом 2006–2008 років захищав кольори команди клубу «Страсбур».
Своєю грою за останню команду привернув увагу представників тренерського штабу клубу «Брест», до складу якого, на правах оренди, приєднався 2008 року. Відіграв за сезон 17 матчів за команду. Того ж року, після виходу команди в Лігу 1, підписав з командою контракт. Наразі встиг відіграти за команду з Бреста 110 матчів в національному чемпіонаті.

## Виступи за збірну
2005 року дебютував в офіційних матчах у складі національної збірної Марокко. Наразі провів у формі головної команди країни 8 матчів.
У складі збірної був учасником Кубка африканських націй 2012 року у Габоні та Екваторіальній Гвінеї, а також Кубка африканських націй 2013 року у ПАР.